# The Alternate (Star Trek: Deep Space Nine)
"The Alternate" és el dotzè episodi de la segona temporada de la sèrie de televisió de ciència-ficció estatunidenca Star Trek: Deep Space Nine, el 32è de tota la sèrie. Originalment es va emetre en redifusió a partir del 10 de gener de 1994. L'episodi va ser dirigit per David Carson en base a un guió de Bill Dial.
Ambientada al segle XXIV, la sèrie segueix les aventures a Espai Profund 9, una estació espacial situada prop d'un forat de cuc estable entre els Quadrants Alfa i Gamma de la Via Làctia, prop del planeta Bajor, mentre els bajorans es recuperen d'una brutal ocupació de dècades pels imperialistes cardassians. En aquest episodi, l'antic professor d'Odo creu que ha trobat una forma de vida similar a Odo al Quadrant Gamma. L'episodi presenta James Sloyan com el Dr. Mora Pol, el científic bajorà que va estudiar la forma de vida Odo després que fos descobert.

## Argument
El Dr. Mora Pol, el científic bajorà que va estudiar Odo quan va ser descobert per primera vegada, arriba a Espai Profund 9 i li diu a Odo que ha recollit signatures d'ADN similars a les d'Odo en un planeta del Quadrant gamma. Mora, Odo, Dax i l'assistent de Mora parteixen cap al planeta en un runabout per investigar, i mentre estan de camí, l'actitud paternal de Mora envers Odo, incloent-hi històries vergonyoses dels seus primers temps junts, l'irrita. El comandant Sisko intenta connectar amb Odo i consolar-lo explicant-li una vegada que no va poder ajudar el seu pare quan ho necessitava.
En arribar al planeta, els quatre es teleporten a la superfície, on descobreixen una petita forma de vida que pot ser un parent llunyà d'Odo. Abans que puguin tornar al runabout, però, un terratrèmol allibera gas volcànic a l'aire. Els altres tres perden el coneixement, però Odo, inafectat perquè no té sistema respiratori, els teleporta de tornada al runabout.
De tornada a l'estació, Dax i els altres són portats a la infermeria per recuperar-se, mentre que la forma de vida és portada al laboratori científic, on O'Brien intenta identificar-la sense èxit. Com que sembla que està creixent, la posa en un camp de contenció, però més tard aquella nit, la tripulació troba el laboratori danyat i la forma de vida desapareguda, aparentment ha escapat per un conducte d'aire. Observen que l'incident va anar acompanyat d'una pèrdua d'energia i un augment de la temperatura. O'Brien, intentant localitzar la criatura, sent un soroll estrany i després troba un bassal de substància viscosa, que assumeixen que són les restes de la forma de vida.
Bashir està estudiant les restes a la infermeria quan és atacat per una estranya criatura, que repel·leix amb un bisturí làser. L'anàlisi d'una mostra per part de Dax revela que l'ADN de la forma de vida i de la criatura són diferents, i comença una cerca informàtica d'una coincidència amb formes de vida conegudes. Mentrestant, Mora reconeix el patró d'ADN com el d'Odo i s'hi enfronta en privat. Assenyala que els atacs van ocórrer amb aproximadament setze hores de diferència, exactament els moments en què Odo torna al seu estat gelatinós natural per regenerar-se. Suposen que el gas del planeta del Quadrant Gamma podria haver afectat Odo d'alguna manera. Pres del pànic, Odo comença a dirigir-se a la infermeria, però Mora afirma que Bashir no ho entendrà i tractarà Odo com un monstre. Pressiona Odo perquè torni a Bajor amb ell i, mentre ho fa, l'Odo, cada cop més agitat, es transforma de nou en la criatura.
Seguretat detecta una pèrdua d'energia a l'oficina d'Odo, però, quan arriben per investigar, no troben res malament. Després d'haver vist la reacció violenta d'Odo cap a ell, Mora explica al Comandant Sisko i a la Major Kira que ell és la causa de la metamorfosi d'Odo. La primera vegada, explica, la criatura intentava rescatar l'organisme que Mora tenia al laboratori científic; la segona vegada, va aparèixer a la infermeria, on Mora era un pacient; i la tercera vegada, Odo i Mora estaven enmig d'un debat acalorat. Ajuda la tripulació a atreure Odo en el seu estat alterat al Passadís, on es troba contingut en un camp de força i torna a la normalitat.
Més tard, un cop eliminats els efectes del gas, Odo es disculpa amb Mora per haver-lo atacat. Mora es disculpa amb Odo per ignorar els seus sentiments, i finalment s'adona del que havia fet quan Odo s'havia sentit com un presoner al seu laboratori. Mora diu que li agradaria formar part, per petita que sigui, de la vida d'Odo, i els dos comencen a reconciliar-se.

## Artistes convidats
- James Sloyan - Dr. Mora Pol
- Matt McKenzie - Dr. Weld Ram

## Producció
La idea bàsica de Jim Trombetta per a aquest episodi era presentar un canviador de forma amb un trastorn de personalitat múltiple. A Trombetta li agradava la idea que les diferents personalitats d'un canviador de forma també es manifestessin en cossos diferents.
"The Alternate" va ser l'últim episodi d'una sèrie de Star Trek dirigida per David Carson. Va dirigir quatre episodis de Star Trek: La nova generació i Star Trek: Deep Space Nine. Més tard va dirigir el llargmetratge Star Trek: Generations.
James Sloyan, que va interpretar el Dr. Mora Pol, havia interpretat anteriorment l'almirall Jarok a l'episodi El desertor de la tercera temporada de Star Trek: La nova generació. Va fer una altra aparició com a Dr. Mora a l'episodi  The Begotten de la cinquena temporada de Star Trek: Deep Space Nine. També va interpretar K'mtar a l'episodi El primogènit de la setena temporada Star Trek: La nova generació i el Dr. Jetrel a l'episodi Jetrel de la primera temporada de Star Trek: Voyager.
Originalment, es va planejar que l'actor d'Odo René Auberjonois interpretés el Dr. Mora. Tanmateix, a causa de l'elaborada màscara d'Odo, va resultar massa llarg que Auberjonois interpretés un doble paper, motiu pel qual James Sloyan va ser finalment contractat per interpretar el Dr. Mora.

## Recepció
Keith DeCandido el va qualificar a "tor.com" el 2013 com un episodi força deficient de "Star Trek: Deep Space Nine". Li va agradar el personatge de Mora Pol i també va trobar la seva interpretació per James Sloyan molt ben feta. Segons DeCandido, la introducció de Mora ofereix una visió encara més profunda del personatge ja complex d'Odo. Tanmateix, DeCandido va trobar la història real, que gira al voltant dels moments del personatge entre Odo i Mora, molt fluixa i poc interessant. Va trobar la recerca del monstre poc emocionant, i moltes escenes li semblaven un simple farciment.
A la crítica de la segona temporada d'IGN, van dir que aquest i "Shadowplay" van ser "bons episodis d'Odo" en aquesta temporada.

## Llançaments domèstics
Es va publicar en LaserDisc al Japó el 6 de juny de 1997 com a part de la col·lecció de mitja temporada 2nd Season Vol. 1, que tenia 7 discs de 12" de doble cara. Els discs tenien pistes d'àudio en anglès i japonès.
L'1 d'abril de 2003, la segona temporada de Star Trek: Deep Space Nine es va publicar en discs de vídeo DVD, amb 26 episodis en set discs.
Aquest episodi es va publicar el 2017 en DVD amb la caixa completa de la sèrie, que tenia 176 episodis en 48 discs.